# أكيرا كوروساوا
أكيرا كوروساوا (باليابانية: 黒澤 明) (23 مارس 1910 – 6 سبتمبر 1998) كان مخرج أفلام ورسام ياباني أخرج ما يقارب 30 فيلمًا في حياة مهنية امتدت لأكثر من خمسة عقود. يُنظر إليه على نطاق واسع على أنه أحد أعظم صانعي الأفلام وأكثرهم تأثيرًا في تاريخ السينما. أظهر كوروساوا أسلوبًا جريئًا وديناميكيًا، متأثرًا بشدة بالسينما الغربية ولكنه مختلف عنها؛ لقد شارك في جميع جوانب إنتاج الأفلام. وكانت لأفلامه شعبية كبيرة بين جمهور عشاق السينما في العالم.
دخل كوروساوا صناعة السينما اليابانية في عام 1936، بعد فترة قصيرة عمل فيها كرسام. بعد سنوات من العمل في العديد من الأفلام كمساعد مخرج وكاتب سيناريو، قدم عمله الأول كمخرج خلال الحرب العالمية الثانية بفيلم الأكشن الشهير سانشيرو سوغاتا (1943). بعد الحرب، نال فيلمه المشهود له الملاك السكران (1948) إعجاب النقاد، حيث قدم كوروساوا الفنان الذي كان غير معروف آنذاك توشيرو ميفوني دورًا رئيسيًا، ورسخ سمعته كأحد أهم المخرجين الشبان في اليابان. شارك الرجلان في تقديم خمسة عشر فيلمًا آخرين بعد ذلك.
راشومون (1950)، الذي عُرض لأول مرة في طوكيو، أصبح فائزًا مفاجئًا بجائزة الأسد الذهبي في مهرجان البندقية السينمائي عام 1951. نجاح الفيلم تجاريًا ونقديًا فتح أسواق السينما الغربية لأول مرة لإنتاج صناعة السينما اليابانية، مما أدى في النهاية إلى الاعتراف الدولي بأعمال مخرجين يابانيين آخرين. أخرج كوروساوا حوالي فيلم واحد سنويًا خلال فترة الخمسينات وأوائل الستينات، بما في ذلك الأفلام المحبوبة والتي تم تكييفها كثيرًا، مثل إيكيرو (1952)، الساموراي السبعة (1954)، عرش الدم (1957)، يوجيمبو (1961)، وعالي ومنخفض (1963). بعد الستينات، أصبح أقل إنتاجية، ومع ذلك، استمرت أعماله اللاحقة، بما في ذلك فيلميه الأخيرين كاجيموشا (1980) وران (1985)، في التلقي إعجابًا كبيرًا.
في عام 1990، حصل على جائزة الأوسكار لإنجاز الحياة. بعد وفاته، تم تسميته «آسيوي القرن» في فئة «الفنون، الأدب، والثقافة» من قبل مجلة آسيان وشبكة سي إن إن، حيث وُجد أنه من بين خمسة أشخاص ساهموا بشكل بارز في تحسين أوضاع آسيا في القرن العشرين. تم تكريم مسيرته من خلال العديد من العروض التأملية، الدراسات النقدية، والسير الذاتية في الطباعة والفيديو، ومن خلال إصدارات في وسائط الاستهلاك المتعددة.

## النشأة
وُلد كوروساوا في 23 مارس 1910 في إحدى ضواحي العاصمة طوكيو لعائلة عريقة من الساموراي، كان والده إيسامو (1864–1948)، أحد أفراد عائلة الساموراي من محافظة أكيتا، وعمل مديرًا للمدرسة الثانوية الإعدادية التابعة لمعهد التربية البدنية التابع للجيش، بينما جاءت والدته شيما (1870–1952) من عائلة تاجر تعيش في أوساكا. كان أكيرا هو الطفل الثامن والأصغر في عائلة ثرية إلى حد ما، حيث كبر اثنان من إخوته وقت ولادته وتوفي أحدهما، تاركًا كوروساوا ليكبر مع ثلاث شقيقات وأخ.
بالإضافة إلى تشجيع التمارين البدنية، كان إيسامو كوروساوا منفتحًا على التقاليد الغربية واعتبر أن المسرح والصور المتحركة لها ميزة تعليمية. كان يشجع أولاده على مشاهدة الأفلام؛ شاهد الشاب أكيرا أفلامه الأولى في سن السادسة. كان لمعلمه في المدرسة الابتدائية السيد تاتشيكاوا تأثير تكويني مهم، حيث أشعلت ممارساته التعليمية التقدمية لدى تلميذه الصغير أولاً حب الرسم ثم الاهتمام بالتعليم بشكل عام. خلال هذا الوقت، درس الصبي أيضًا فن الخط والمبارزة بالسيف في لعبة الكندو.

## أولى الأعمال
من أهم أعماله بعد فترة الحرب، فيلمي "الجمعة الرائعة" (Subarashiki nichiyobi، 1947)، وفيه يطغى الجانب الإنساني، و"الملاك السكران" (Yoidore tenshi، 1948) وهو فيلم قاتم ظهر فيه لأول مرة الممثل "توشيرو ميفوني". حقق "كوروساوا" أولى نجاحاته العالمية مع فيلم "راشومون" (1950 م)، كان الفيلم متفوقا من جميع المقاييس، التصوير وحركات الكاميرا التي كانت متقنة جدا، أداء الممثلين، وأخيرا القصة التي تتحدث عن معايشة عدة أشخاص لجريمة بشعة، ووصفهم لها بطرق مختلفة. منح الفيلم جائزة "الأسد الذهبي" في مهرجان البندقية السينمائي (1951 م)، وكان أول فيلم ياباني يحقق هذا السبق. بفضل هذه الشهرة، أصبح "كوراساوا" حرا أكثر في أعماله، فأخرج: الغبي" (Hakuci، 1951) عن وراية للكاتب الروسي "دوستوفسكي"، ثم "إيكيرو" (Ikiru، 1952) عن قيمة الحياة، الشيخوخة والبيروقراطية، وكان أداء الممثل "تاكاشي شيمورا" في هذا الفيلم مميزا.

## الفترة الذهبية
بفضل السمعة العالمية المكتسبة تمكن «كوروساوا» من اقناع استوديوهات «توهو» بتوفير ميزانية تجاوزت الـ300 مليون «ين» حتى ينجز فيلمه القادم «الساموراي السبعة» (1954) -ظلت هذه الميزانية ولمدة طويلة الأكبر في تاريخ السينما اليابانية-. عرف الفيلم نجاحًا منقطع النظير، بالرغم من قيام «توهو» باقتطاع أكثر من ساعة من النسخة الأصلية.
بعد النجاح الذي حققه فيلم «رجال الساموراي السبعة» (Shichinin no samurai، 1954) حظي «كوروساوا» باعتراف عالمي من قبل جمهور المشاهدين والنقاد على السواء. على الرغم من أن أفلامه كانت ذات طابع ياباني، فقد تأثر «كوروساوا» عند معالجته للعمق الدرامي في أعماله، بالأفلام الأمريكية للفترة الذهبية، وهو ما جعل أعماله تلقى قبولا عند المشاهد الغربي. وسع دائرة مصادره فقام باقتباس العديد من أعمل الأدباء الغربيين: «ماكسيم غوركي» وروايته «في الأعماق» (Donzoko، 1957)، «إد ماك-برين» في «بين السماء والجحيم» (Tengoku to jogoku، 1963)، وشكسبير في «قصر العناكب» (Kumonoso-Jo، 1957) عن رواية «مكبث»، أو «ران» (1985 م) عن رواية «الملك لير». ويشكل الفيلم الأخير، أحسن مثال على توافق المحتوى مع الطريقة، الإخراج والحوارات، يرتكز الفيلم حول مشاهد مليئة بالحركات البصرية، على غرار المعارك، كما يتعرض بصورة شاعرية وأحيانا تهكمية لمواضيع الشرف والخيانة، أدى الممثل «تاتسوبا ناكادائي» أحد أحسن ادوراه في هذا الفيلم. قام «كوروساوا» بإخراج أفلام أخرى كـ«الغابة المخفية» (Kakushi yoride no san akunin، 1958)، «يوجيمبو» (Yojimbo، 1961) والذي حقق نجاحا كبيرا، ما جعل المخرج الإيطالي «سيرجيو ليوني» يعيد اقتباسه للسينما الغربية (A Fistful Of Dollars، 1964).
قام بعدها بإخراج «سانجورو» (Sanjuro، 1962) -والذي جاء تكملة لفيلم «يوجيمبو»-، و«ذو اللحية الحمراء» (Akahige، 1965)، ويشكل هذا الفيلم منعطفا مهما في مسرة «كوروساوا» لعدة أسباب، فقد كان آخر فيلم له صور بالأبيض والأسود، كما كانت المرة الأخيرة التي يتعاون فيها مع ممثله المفضل «توشيرو ميفوني»، وأخيرا تخلت استوديوهات التصوير اليابانية («توهو» بالخصوص) عن دعمها له، فتوجب عليه من الآن فصاعدا البحث عن مصادر أخرى لتمويل أفلامه.

## الفترة الصعبة
أخرج «كوروساوا» أول فيلم له بالألوان الطبيعية، «دوديسكادن» (DodesuKaden، 1970)، عن رواية لـ«شوغورو باماتو». يصور هذا الفيلم وبطريقة مؤثرة وقاتمة الحياة اليومية في البيوت القصديرية في إحدى ضواحي «طوكيو» بعد نهاية الحرب العالمية الثانية. يتبين في هذا الفيلم مدى تأثر المخرج بموجة الواقعية الجديدة التي حمل المخرجون الإيطاليون مشعلها في سنوات الستينيات، كما يمكن معاينة بعض عناصر الرواية الروسية الكلاسيكية -والتي تأثر بها أيضا واقتبس منها العديد من أفلامه-، من خلال تصويره لهذه المأساة بطريقة درامية، كان حضور التعبير التصويري الياباني قويا من خلال حدة الألوان في اللوحات والمشاهد التي يعرضها الفيلم. كان العمل جديدا على تلك الفترة، ولاقى فشلا ذريعا نظرا لعدم تفهم جمهور المشاهدين لرسالة المخرج. صاحب هذا الإخفاق دخول «كوروساوا» في فترة من أكحل فترات حياته، بلغ إحباطه درجة حاول فيها الانتحار. بعد مرور السنوات أصبح النقاد يرون في فيلم «دوديسكادن» عملا محوريا ليس فقط في حياة كوروساوا وإنما في تاريخ السينما العالمية أيضا.

## المرحلة الأخيرة
بعد فترة الفراغ التي مر بها، قام وبدعم روسي بإخراج «ديرسو أوزالا» (Dersou Ouzala، 1975) -من إنتاج روسي-ياباني مشترك-، وأحرز الفيلم اوسكار أفضل فيلم أجنبي. وجد «كوروساوا» صعوبة كبيرة في إيجاد تمويل ياباني لأفلامه، فجاءته يد المساعدة من منتجين كبارا في أمريكا أحبوا أعماله وتأثروا بها (جورج لوكاس وفرانسيس فورد كوبولا)، فأخرج «كاغيموشا» (Kagemusha، 1980)، وفيه يتعرض لقصة أحد المحاربين الكبار في القرون الوسطى، وكيف حاول أتباعه إخفاء حقيقة موته، حصد الفيلم السعفة الذهبية في مهرجان «كان» السينمائي. أتاح له اصدقائه الأمريكيين الفرصة مرة أخرى لإبراز موهبته وإطلاق العنان لأفكاره، فكانت أفلامه الأخيرة مثل «أحلام» (Konna yume o mita، 1990) وهو عبارة عن مجموعة من القصص الصغيرة تتعرض لمواضيع مختلفة من الحياة، و«رابسوديا في أغسطس» (Rhapsody in August، 1991) وفيه تستعرض سيدة مسنة ذكرياتها عن القنبلة الذرية التي ألقيت في «ناغاساكي». قام «كوروساوا» بإدارة آخر أفلامه في اليابان سنة 1993 م (Madadayo).

## اقتباسات
- «راشومون»: «الغضب» (The outrage) لـ«مارتن ريت» وقام بدور البطولة فيه «بول نيومان»، سلسلة تلفزيونية حملت نفس الاسم (راشومون، 1960) لـ«سيدني لوميت» بطولة «ريكاردو مونتالبان».
- «رجال الساموراي السبعة»:«العظماء السبعة» (1960 م) لـ«جون ستورغس».
- «يوجيمبو»: «حفنة من الدولارات» (A Fistful Of Dollars، 1963) لـ«سيرجيو ليوني».
- «الغابة المخفية»: بعض المشاهد في «حرب النجوم» (Star Wars، 1977) لـ«جورج لوكاس».

## أهم الأفلام
- «سانشيرو سوغاتا» أو «ملحمة الجودو» (Sanshiro Sugata، 1943)
- «الأجمل» (Ichiban utsukushiku، 1944)
- «سانشيرو سوغاتا II» (Sanshiro Sugata II، 1945)
- «الرجال الذين يمشون فوق ذيل النمر» (Tora no o wo fumu otokotachi، 1945)
- «لست نادما على شبابي» (Waga seishun ni kui nashi، 1946)
- «الجمعة الرائعة» (Subarashiki nichiyobi، 1947)
- «الملاك السكران» (Yoidore tenshi، 1948)
- الكلب المسعور (Nora-inu، 1949)
- «فضيحية» (Shubun، 1950)
- «راشومون» (Rashomon، 1950)
- «الغبي» (Hakuchi، 1951)
- «إيكيرو» أو «أن تحيا» (Ikiru، 1952)
- «رجال الساموراي السبعة» (Shichinin no samurai، 1954)
- «سجلات تاريخ كائن حي» (Ikimono no kiroku، 1955)
- «عرش من الدماء» أو «قصر العنكبوت» (Kumonosu jo، 1957)
- «في الأعماق» (Donzoko، 1957)
- «الغابة المخفية» (Kakushi yoride no san akunin، 1958)
- «يوجيمبو» (Yojimbo، 1961)
- «سانجورو» (Sanjuro، 1962)
- «بين السماء والجحيم» (Tengoku to jigoku، 1963)
- «ذو اللحية الحمراء» (Akahige، 1965)
- «دوديسكادن» (DodesuKaden، 1970)
- «ديرسو أوزالا» (Dersou Ouzala، 1975)
- «كاغيموشا» أو ظل المحارب (Kagemusha، 1980)
- «ران» (Ran، 1985)
- «أحلام» (Konna yume wo mita، 1990)
- «رابسوديا في أغسطس» (Rhapsody in August، 1991)
- «ليس بعد» (Madadayo، 1993)

## روابط خارجية
- أكيرا كوروساوا على موقع IMDb (الإنجليزية)
- أكيرا كوروساوا على موقع ميتاكريتيك (الإنجليزية)
- أكيرا كوروساوا على موقع الموسوعة البريطانية (الإنجليزية)
- أكيرا كوروساوا على موقع روتن توميتوز (الإنجليزية)
- أكيرا كوروساوا على موقع مونزينجر (الألمانية)
- أكيرا كوروساوا على موقع قاعدة بيانات الأفلام العربية
- أكيرا كوروساوا على موقع ألو سيني (الفرنسية)
- أكيرا كوروساوا على موقع ميوزك برينز (الإنجليزية)
- أكيرا كوروساوا على موقع تيرنر كلاسيك موفيز (الإنجليزية)
- أكيرا كوروساوا على موقع أول موفي (الإنجليزية)